# Абу'л Бака Халід II
Абу'л Бака Халід II аль-Насір (араб. أبو إسحاق إبراهيم بن أبي بكر; д/н — 1371) — 17-й султан і 16-й халіф Держави Хафсідів у 1369—1371 роках.

## Життєпис
Син халіфа Абу Ісхак Ібрагіма II. Про дату народження нічого невідомо, але знано, що під час вступу на трон в лютому 1369 року Абу'л Бака Халід II був досить молодим. Наслідком цього стала боротьба сановників за вплив на володаря.
Остаточним ослабленням влади халіфа в умовах розпаду самої держави скористався родич Абу'л Аббас Ахмад, емір Константіни і Беджаї. У 1371 році Абу'л Аббас Ахмад рушив з армією на Туніс, швидко захопив місто, повалив і стратив Абу'ла Бака Халіда II та присвоїв собі його титул халіфа хафсідської держави.